# Gilley (Doubs)
Gilley – miejscowość i gmina we Francji, w regionie Burgundia-Franche-Comté, w departamencie Doubs.
Według danych na rok 1990 gminę zamieszkiwało 1149 osób, a gęstość zaludnienia wynosiła 67 osób/km² (wśród 1786 gmin Franche-Comté Gilley plasuje się na 144. miejscu pod względem liczby ludności, natomiast pod względem powierzchni na miejscu 149.).